# We are Little Barrie
We Are Little Barrie  è l'album di debutto del gruppo alternative rock Inglese dei Little Barrie, pubblicato il 7 febbraio 2005 dalla Genuine Records nel Regno Unito e il 28 giugno dello stesso anno dalla Artemis Records negli Stati Uniti d'America.
Il disco, anticipato dal singolo Free Salute che è entrato nella Official Singles Chart al 73º posto, ha riscosso recensioni generalmente positive  ottenendo però un successo di pubblico limitato a un 15º posto nella Official Independent Album Chart.  
| Recensione | Giudizio |
| ---------- | -------- |
| Allmusic   | [ 7 ]    |
| Pitchfork  | [ 8 ]    |
| Billboard  | [ 6 ]    |
| Mojo       | [ 6 ]    |

## Registrazione

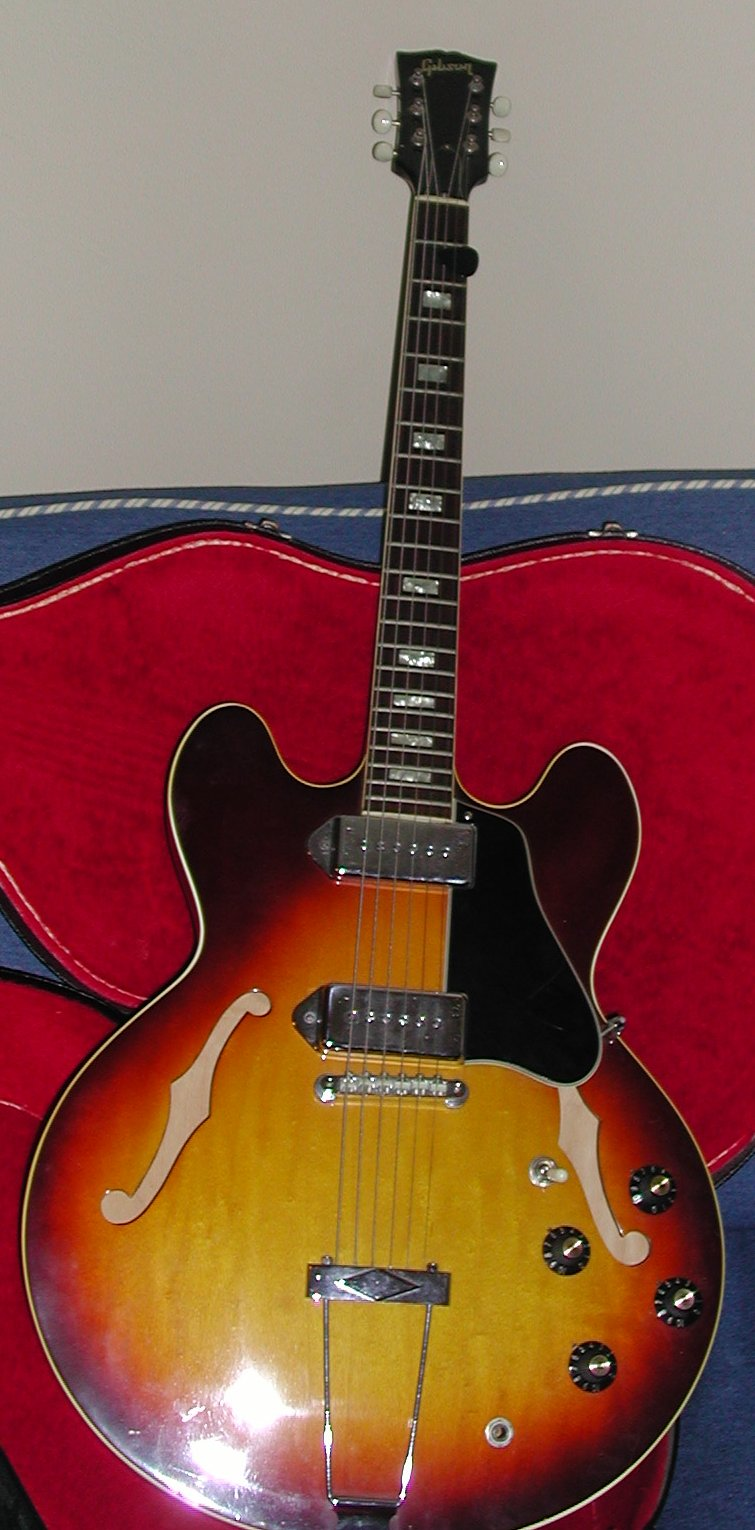
Cadogan ha suonato una Gibson ES-330 del '62 per registrare il disco

La registrazione dell'album ha richiesto 23 settimane nei West Heath Studios del produttore Edwyn Collins, che per via dei suoi impegni poteva lavorare solo il mercoledì. Per ottenere un suono vintage è stata utilizzata strumentazione d'epoca fra cui una chitarra Gibson ES-330 del 1962 di proprietà di Cadogan , una Gretsch Chet Atkins, un piano elettrico Fender Rhodes ’69 Vibralux 2x10 e amplificatori Traynor Studio Mate. I microfoni utilizzati erano prevalentemente dei vecchi Neumann, ma è stato usato anche uno Shure SM57.

## Il disco
Il disco è aperto dal singolo di lancio Free Salute, pervaso da un'atmosfera funk che richiama i groove di James Brown e prosegue con il soul quasi acustico di Greener Pastures, e il  funky blues di Be the One e Burned Out arrivando quasi in territorio hard rock con Well and Truly Done, Please Tell Me e la lunga jam Move On So Easy.. Tutti i brani sono caratterizzati dai virtuosismi chitarristici di Cadogan, che grazie all'attenta produzione di Collins riescono a catturare l'energia live della band.

## Tracce
Testi e musiche di Little Barrie.
1. Free Salute – 3:51
2. Burned Out – 3:33
3. Greener Pastures – 3:36
4. Be the One – 3:50
5. Please Tell Me – 4:19
6. Well and Truly Done – 4:07
7. Stone Reprise – 1:03
8. Stones Throw – 2:46
9. Long Hair – 3:10
10. Thinking on the Mind – 3:29
11. Move on So Easy – 5:38
12. Living in and Out of Place – 5:09
13. Freeprise – 2:05

## Formazione
Little Barrie
- Barrie Cadogan – chitarra, voce, pianoforte (traccia 5), organo elettronico (traccia 9)
- Wayne Fullwood – batteria, voce, pianoforte (traccia 5), melodica e xylofono (traccia 10)
- Lewis Wharton – basso elettrico

Altri musicisti
- Edwyn Collins – organo elettronico (traccia 2 e 13), tastiere (traccia 2), Fender Rhodes bass (traccia 4), chitarra (traccia 7), cori (traccia 4, 9)
- Seb Lewsley – sintetizzatore (traccia 10)